# Gare de la Bibliothèque François-Mitterrand
Pour les articles homonymes, voir Bibliothèque François-Mitterrand.
La gare de la Bibliothèque François-Mitterrand est une gare ferroviaire française de la ligne de Paris-Austerlitz à Bordeaux-Saint-Jean, située dans le 13e arrondissement de Paris, en région Île-de-France.
Elle permet la desserte de l’est du quartier de la Gare, et notamment la partie sud de l’opération d'aménagement Paris Rive Gauche, entre la Seine et les voies de la gare de Paris-Austerlitz, où se trouvent entre autres la Bibliothèque nationale de France et le cinéma MK2 Bibliothèque. Il est possible d'atteindre à pied, notamment via la rue de Domrémy, l'église Notre-Dame de la Gare située, au nord-ouest, sur la place Jeanne-d'Arc.
Mise en service le 3 décembre 2000, c'est une gare de la Société nationale des chemins de fer français (SNCF) desservie par les trains de la ligne C du RER.

## Situation ferroviaire
Établie en souterrain à environ 35 mètres d'altitude, la gare de la Bibliothèque François-Mitterrand est située au point kilométrique (PK) 1,750 de la ligne de Paris-Austerlitz à Bordeaux-Saint-Jean, entre les gares ouvertes de Paris-Austerlitz et d'Ivry-sur-Seine. En direction de Paris-Austerlitz s'intercale la gare marchandises de Paris-Tolbiac (fermée) et en direction d'Ivry-sur-Seine la  gare fermée du boulevard Masséna.

## Histoire
La gare, conçue pour former un pôle de correspondance avec la station de métro Bibliothèque François-Mitterrand de la ligne 14, a été ouverte le 3 décembre 2000, deux ans après la station de métro,. L'ancienne gare du boulevard Masséna sur la ligne C du RER, beaucoup trop proche (270 mètres), a en conséquence été fermée le même jour. Le nouvel emplacement permet la desserte de la ZAC Paris Rive Gauche et du site François-Mitterrand de la Bibliothèque Nationale de France (BNF), situé à proximité immédiate de la gare.
Les accès situés sous l'avenue de France ont été ouverts progressivement en 2007.

## Fréquentation
De 2015 à 2022, selon les estimations de la SNCF, la fréquentation annuelle de la gare s'élève aux nombres indiqués dans le tableau ci-dessous.

| Année     | 2015       | 2016       | 2017       | 2018       | 2019       | 2020       | 2021       | 2022       |
| --------- | ---------- | ---------- | ---------- | ---------- | ---------- | ---------- | ---------- | ---------- |
| Voyageurs | 28 099 826 | 28 385 788 | 28 540 419 | 28 137 619 | 27 828 914 | 11 758 713 | 10 119 704 | 22 986 683 |

## Service des voyageurs

### Accueil
Gare SNCF du réseau de trains de banlieue Transilien, établie en souterrain, elle est ouverte tous les jours et dispose de guichets ouverts du lundi au vendredi. Elle est équipée d'automates pour les achats de titres de transport Transilien et grandes lignes, et d'un système d'information en temps réel sur les horaires des trains. C'est une gare accessible aux personnes à mobilité réduite avec, notamment, un guichet adapté et des ascenseurs. En gare, divers services et commerces (boutique de presse Relay, boulangerie et confiserie) sont à la disposition des voyageurs. Une borne Point & Connect de la RATP ainsi que plusieurs bornes Work & Station de la SNCF permettent de recharger divers appareils tels que des téléphones portables ou des tablettes.
Un réseau Wi-Fi est disponible dans la gare.

### Desserte
Bibliothèque François-Mitterrand est desservie par l'ensemble des trains de la ligne C du RER.

### Intermodalité
Un parc pour les vélos y est aménagé, mais elle ne dispose pas de parking pour les véhicules motorisés.
Elle est desservie par la station de métro Bibliothèque François-Mitterrand et par les lignes de bus 25, 62, 64, 71, 89, 132 et 325 du réseau de bus RATP et, la nuit, par les lignes N131 et N133 du réseau de bus Noctilien.
Une correspondance est possible avec la ligne de tramway T3a depuis l’arrêt Avenue de France.

Voies et quais de la gare souterraine
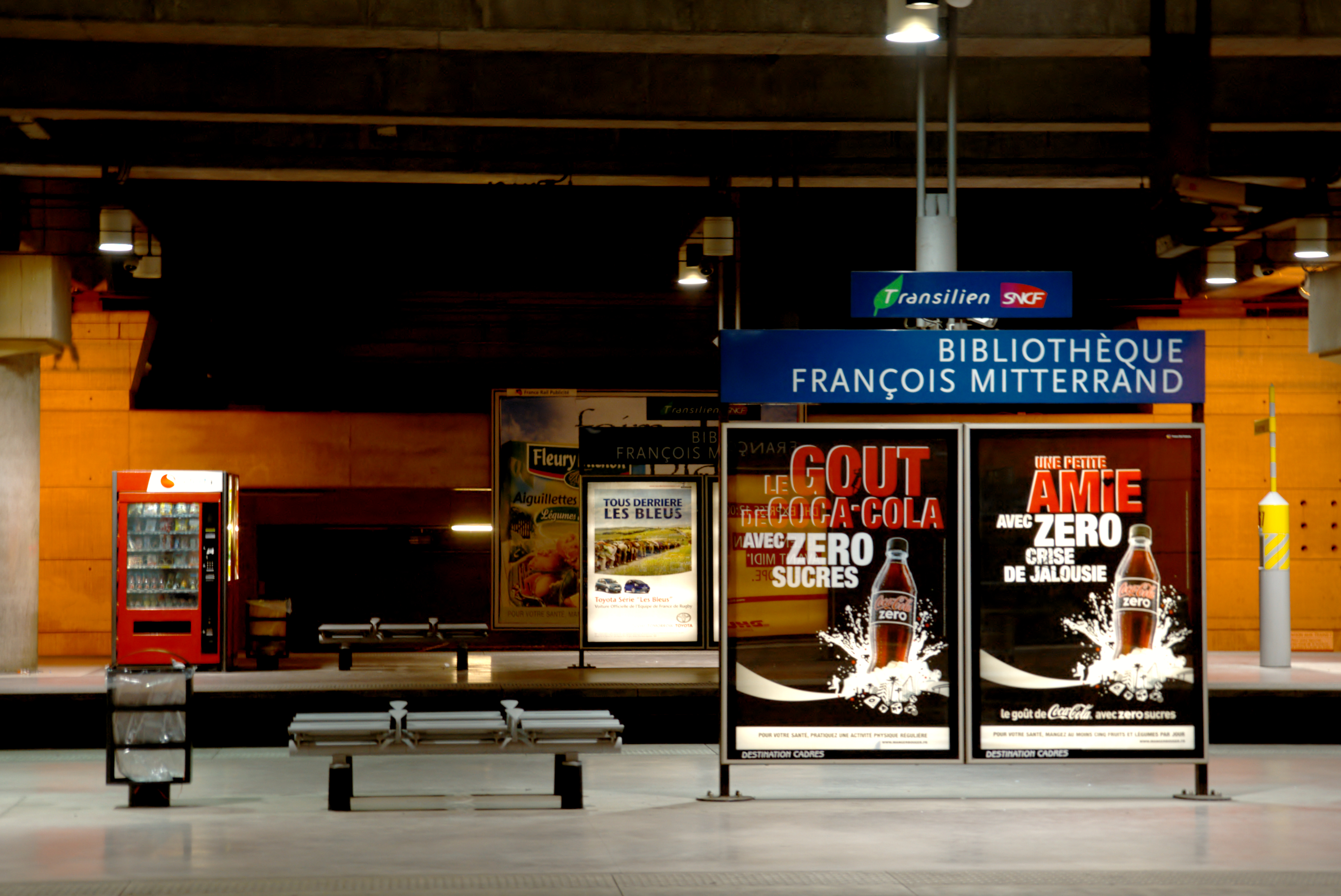
Vue d'un quai, en 2007.
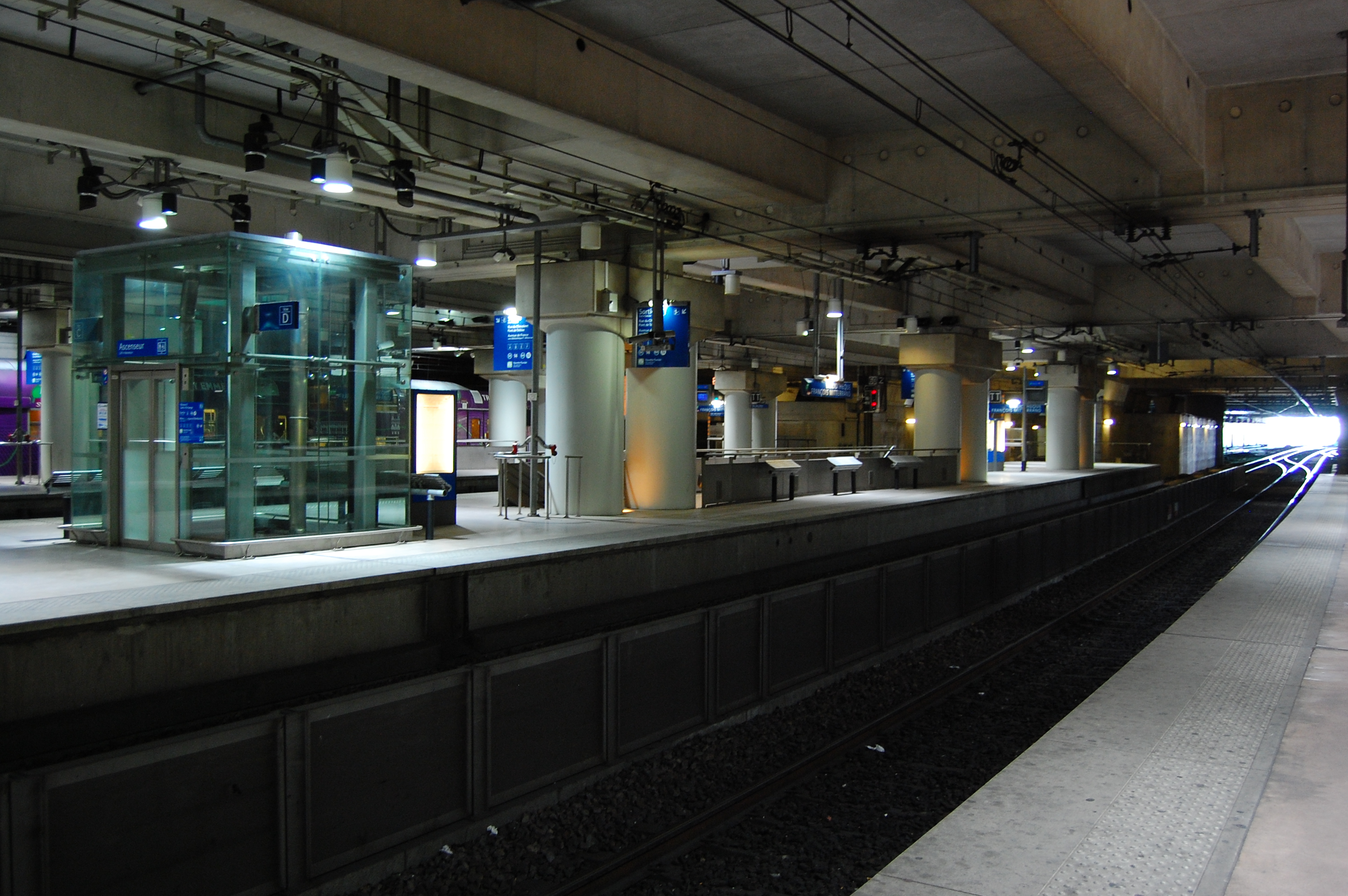
Vue des quais, en 2010.
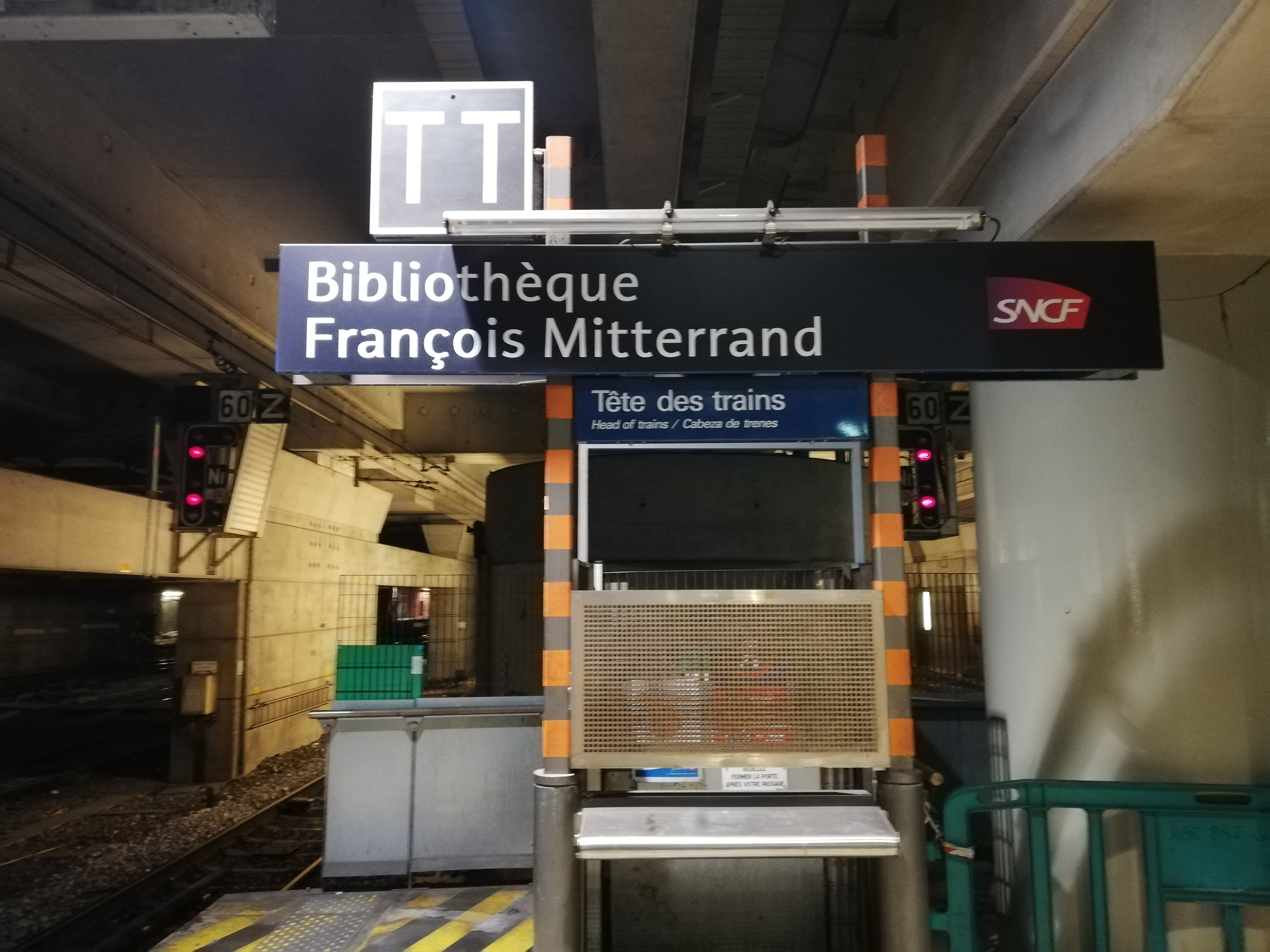
Plaque signalétique de la gare, en 2018.

## Projet de gare TGV
Dans le cadre de la construction de la ZAC Paris Rive Gauche et du réaménagement de la gare d'Austerlitz, des réserves ont été établies sous l'avenue de France, entre la rue de Tolbiac et le boulevard Vincent Auriol, pour une éventuelle gare annexe connectée au RER C et à la ligne 14. Cette gare pourrait servir d'alternative à Paris-Austerlitz pour les TGV empruntant la future ligne à grande vitesse Paris Orléans Clermont-Ferrand Lyon (POCL). Sa réalisation n'est toutefois pas envisagée à court et moyen terme.